# デウス・ウルト

聖墳墓騎士団の紋章。下にDeus lo Vultの標語を見ることができる。

Deus vult（デウス・ウルト、バリエーション：Deus le volt, Dieux el volt; Deus id vult, Deus hoc vultなど）とは、「神がそれを望まれる」を意味するラテン語である。
1095年、初期イスラムの征服に対する正教会の防衛要請によって行われたクレルモン教会会議において、ローマ教皇ウルバヌス2世の『第1回十字軍による宣戦布告』の際に民衆があげた歓声である。

## その他の利用
十字軍の鬨の声としても使用された。後期ラテン語のDeus lo Vult（デウス・ル・ウルト）は、カトリック騎士団であるエルサレムの聖墳墓騎士団のモットーとしても掲げられている。
Deus vult（デウス・ウルト）というハッシュタグやインターネットミームは、キリスト教圏とイスラム教圏の文化対立を示すワードとしてオルタナ右翼が好んで使用して広まり、ドナルド・トランプ政権でアメリカ合衆国国防長官に就任したピート・ヘグセスの右腕にこの文字のタトゥーが彫られていることでも注目された。

## 関連用語
- インシャ・アッラー：イスラム教の用語で、「アラーの御心のままに」、又は「神が望めば」や「神の思し召しがあれば」の意。
- Crusader Kings：十字軍の戦いを再現したゲーム、拡張パックの名称に「Deus vult」が採用された。